# Sina Radtke
Sina Radtke (* 13. Juli 1994 in Erfurt) ist eine ehemalige deutsche Schauspielerin.
Sina Radtke spielte von 2007 bis 2009 die Hauptrolle der Julia Schnabel in der Kinder- und Jugendserie Schloss Einstein.
Sie besuchte – während der Dreharbeiten – ein Gymnasium und später eine Realschule.

## Filmografie
- 2008–2009: Schloss Einstein (Fernsehserie)